# Eikefjorden
Eikefjorden er en fjord i Flora kommune i Vestland fylke i Norge. Fjorden er en fortsættelse af Vassreset og Solheimsfjorden som ligger på sydsiden af Florø og strækker sig omtrent 16 kilometer ind til Eikefjord. 
Fjorden har indløb mellem Mækjevika i nord og Neståa i syd. Fjorden bliver smallere lige efter indløbet og ved Leversundet er den omkring 300 meter bred. Fjorden går førstmod øst, før den svinger svagt mod syd ind  til Kvalvik. Her bliver fjorden langt bredere og deler sig i to, en del går mod  øst til Eikefjord og en del mod vest til Botnavik. Længst sydøst i fjorden ligger bebyggelserne Orehola og Sunnarvik. 
Rigsvej 5 går langs hele nordsiden af fjorden mellem Eikefjord og Florø.